# Анна Тирольская
А́нна Тиро́льская, или А́нна Австри́йская-Тиро́льская (нем. Anna von Österreich-Tirol, чеш. Anna Tyrolská, венг. Anna Tiroli; 4 октября 1585, Инсбрук, графство Тироль — 14 декабря 1618, Вена, эрцгерцогство Австрия) — принцесса из дома Габсбургов, урождённая принцесса Австрийская и Тирольская, дочь Фердинанда II, эрцгерцога Австрии и графа Тироля. Жена императора Матвея; в замужестве — императрица Священной Римской империи, королева Германии, Венгрии и Чехии, эрцгерцогиня Австрийская.
Первая коронованная императрица Священной Римской империи с середины XV века. При ней императорский двор был перенесён из Праги в Вену, которая стала одним из центров европейской культуры. Сторонница контрреформации. Пользовалась большим влиянием на супруга, вместе с которым основала Императорский склеп, ставший фамильной усыпальницей дома Габсбургов.

## Биография

### Ранние годы
Анна родилась в Инсбруке 4 октября 1585 года. Она была третьим и последним ребёнком в семье Фердинанда II, эрцгерцога Австрийского и графа Тироля, и Анны Екатерины Мантуанской, принцессы из дома Гонзага. По линии отца принцесса приходилась внучкой Фердинанду I, императору Священной Римской империи, и Анне Богемской и Венгерской, последней представительнице дома Ягеллонов, правившего королевствами Чехии и Венгрии. По линии матери она была внучкой Гульельмо I, герцога Мантуи и Монферрато, и Элеоноры Австрийской, эрцгерцогини из дома Габсбургов. До Анны у родителей родились две дочери: умершая в младенчестве Анна Элеонора и Мария. Все дети пары имели слабое здоровье.

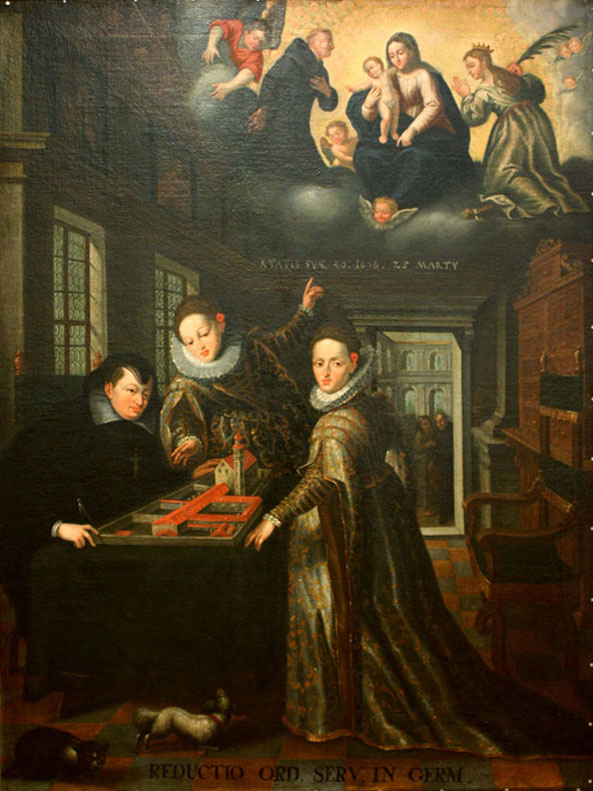
Портрет вдовствующей графини с дочерьми кисти неизвестного

Крестины Анны провели с особой торжественностью. Все заботы по их организации взяли на себя её двоюродные дяди — эрцгерцог Максимилиан и герцог Фердинанд Баварский. Крёстным отцом принцессы стал император, которого на крещении представлял эрцгерцог Эрнст, а сам обряд провёл епископ Бриксена.
Детство Анны прошло при дворе в Инсбруке, ставшем при её родителях одним из центров ренессансной культуры. Она жила во дворцах и замках Амбрас, Хофбург, Руэлюст. В 1590 году, оберегая здоровье дочери, графиня составила для Анны специальную поваренную книгу. На десятом году жизни принцесса потеряла отца. Её мать приложила все усилия, чтобы дочери получили хорошее образование. Когда у Анны обнаружилось музыкальное дарование, то для неё приобрели клавикорд, в то время редкий и дорогой инструмент, и наняли преподавателя. Любовь к музыке принцесса пронесла через всю жизнь.
Вместе с тем, Анна была воспитана матерью в строгом католическом благочестии, одним из методов которого в то время была флагелляция. Даже став императрицей, она, всякий раз, когда полагала, что согрешила, занималась самобичеванием. Вдовствующая графиня совершала частые паломничества, но не брала с собой дочерей из-за слабого здоровья девочек. В 1606 году она приняла решение основать женский монастырь для монахинь-сервиток в Инсбруке и, выдав младшую дочь замуж, приняла в нём монашеский постриг, взяв себе новое имя — Анна Юлиана. Мария, старшая сестра Анны, последовала примеру матери и приняла постриг в том же монастыре под именем Анна Екатерина.

### Брак и коронация
Достигнув совершеннолетия, Анна стала получать предложения о замужестве. Первое такое предложение было сделано ей в 1603 году Сигизмундом III, королём Польши, но император не одобрил этот брак. Затем сам император Рудольф II высказал намерение жениться на принцессе и послал в Инсбрук своего придворного живописца написать портрет невесты. Мать Анны перестала принимать другие предложения о замужестве дочери, но император так и не решился. К Анне посватался его младший брат Матвей. Спустя некоторое время Рудольф II разрешил бракосочетание своего брата с бывшей невестой.
4 декабря 1611 года в Вене в церкви августинцев Анна сочеталась браком с Матвеем, королём Венгрии и Чехии. Супруги приходились друг другу двоюродными братом и сестрой: отец Матвея, император Максимилиан II, был старшим братом отца Анны, эрцгерцога Фердинанда II. Матвей, хотя ему уже было за пятьдесят, а его супруге за двадцать пять, надеялся на рождение наследников в этом браке. Через четыре года после свадьбы, когда Анна слегка располнела, по двору распространились слухи о том, что она, наконец, забеременела. Но вскоре острословы стали шутить, что эта полнота связана вовсе не с беременностью, а с очень хорошим аппетитом. Брак Анны и Матвея оказался бездетным.
21 мая 1612 года Матвей был избран королём Германии и императором Священной Римской империи. Анна стала императрицей и была коронована во Франкфурте 15 июня 1612 года, через два дня после мужа, который возобновил традицию коронации жён императоров. Она была первой коронованной императрицей после Элеоноры Елены Португальской. 25 марта 1613 года в Пресбурге Анна также была коронована как королева Венгрии и 10 января 1616 года в Праге как королева Чехии.
«Добродушная и любящая императрица» оказывала на мужа такое же сильное влияние, как до неё его любовница Сусанна Вахтер. Современники называли императорскую чету «Рабочей парой» (нем. Arbeitspaar). Матвей перенёс императорский двор из Праги в Вену, и вскоре, их совместными усилиями, новый двор стал одним из центров европейской культуры. Особе покровительство императрица оказывала землякам-тирольцам, устраивая их на разные должности при дворе. Анна также поддерживала начавшееся движение контрреформации. Став императрицей, она отказалась от общения с подданными-протестантами. Как и мать, собирала реликвии, прежде всего мощи святых подвижников. Покровительствовала монахам-капуцинам, чей орден возник недавно, после Тридентского собора, и впоследствии сыграл важную роль в австрийской контрреформации. За преданность Римско-католической церкви папа Павел V наградил императрицу Золотой розой.

### Смерть
Ещё будучи эрцгерцогом, Матвей в 1600 году пригласил в Вену монахов-капуцинов, предоставив им церковь святого Ульриха. Спустя семнадцать лет уже император, исполняя просьбу императрицы, построил для них в городе церковь рядом с императорской резиденцией, при которой 10 ноября 1618 года начал возведение усыпальницы для себя и супруги. Анна следила за строительством, выделяя на него с согласия мужа деньги из личных средств. Она умерла через месяц после начала строительных работ, 14 декабря 1618 года. Вслед за ней 20 марта 1619 года умер Матвей. Супругов временно похоронили в королевском монастыре монахинь-кларрисинок в Вене. Только после завершения строительных работ, которые продолжил их двоюродный брат и преемник император Фердинанд II, в 1633 году гробы с останками Матвея и Анны были перенесены в усыпальницу, получившую название Императорского склепа. Гробы супругов были поставлены рядом. При императоре Фердинанде III Императорский склеп окончательно стал усыпальницей членов императорской фамилии.

## Комментарии
1. ↑  Монастырь, в котором были сначала погребены останки Анны и Матвея, снесли в 1782 году. Позднее на этом месте были построены новые здания, большая часть которых была протестантскими молитвенными домами[25].